# Palli Gudmundsson
Marino Páll Gudjón (Palli) Gudmundsson (Hilversum, 1957 - Amsterdam, november 2023) was een Nederlands drummer.
Hij was zoon van een Nederlandse moeder en IJslandse vader. Van grote betekenis in zijn leven was het overlijden van zijn moeder; zij overleed toen Palli twaalf was; hij heeft zijn hele leven geprobeerd het te verwerken.
Al in zijn jeugd sloeg hij op van alles en nog wat. Hij zat tijdens zijn middelbare-schoolperiode op het Comenius Colege in Hilversum, alwaar hij medeoprichter werd van het schoolbandje "De Grote Vandale". 
Zijn muziekopleiding kreeg hij aan het Conservatorium van Hilversum, alwaar hij naast pop en jazz ook klassieke muziek moest studeren. Hij was zelf veertig jaar lang docent aan de Muziekschool Amsterdam in Amsterdam-Zuid. Die baan zorgde voor vastigheid. Daartegenover stond zijn muzikaliteit met veel hang naar improvisaties binnen “zijn band” De Raggende Manne en zijn instabiele karakter. Doorgaans blij ogend was hij soms zelfdestructief, aldus gitarist Thijs de Melker van die band. Diezelfde De Melker gaf toe dat door het podiumkarakter van zanger Bob Fosko, Gudmundsson in de schaduw leek te werken, maar dat Gudmundsson meer credits voor zijn muzikale initiatieven had verdiend. Muzikale voorbeelden op bescheiden schaal waren rockdrummer Simon Kirke (Free en Bad Company) en jazzdrummer Ed Blackwell.   
Gudmunsson werd 65 jaar en overleed in bed aan hartfalen; hij werd gevonden in zijn woning aan de Frederik Hendrikstraat in Amsterdam-West. Hij werd gecremeerd op Zorgvlied waarna een herdenking plaatsvond in de grote hal op het NDSM terrein in Amsterdam-Noord